# NGC 3274
.

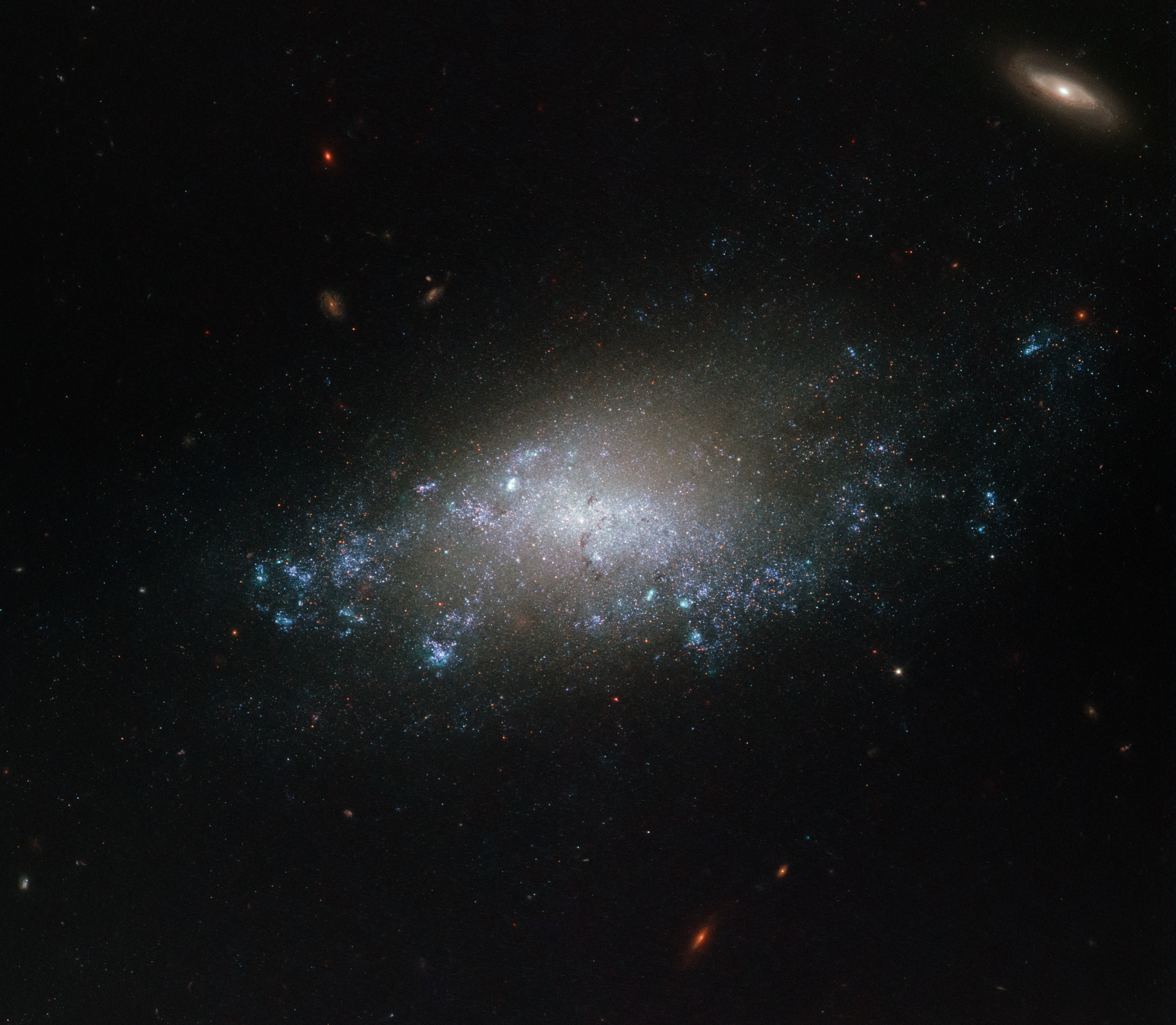
NGC 3274 par le télescope spatial Hubble. La galaxie dans le coin supérieur droit est PGC 213714.

NGC 3274 est une petite galaxie spirale barrée relativement rapprochée et située dans la constellation du Lion. NGC 3274 a été découverte par l'astronome germano-britannique William Herschel en 1785.

## Caractéristiques
Sa vitesse par rapport au fond diffus cosmologique est de 817 ± 21 km/s, ce qui correspond à une distance de Hubble de 12,1 ± 0,9 Mpc (∼39,5 millions d'al).
À ce jour, 11 mesures non basées sur le décalage vers le rouge (redshift) donnent une distance de 12,545 ± 6,491 Mpc (∼40,9 millions d'al), ce qui est à l'intérieur des valeurs de la distance de Hubble.
Le site NASA/IPAC classe cette galaxie comme une spirale intermédiaire (SABd?), mais la barre est nettement visible sur l'image captée par le télescope spatial Hubble.
La classe de luminosité de NGC 3274 est IV et elle présente une large raie HI. NGC 3274 est possiblement une galaxie du champ, c'est-à-dire qu'elle n'appartient pas à un amas ou un groupe et qu'elle est donc gravitationnellement isolée.